# Sphaeromias
Sphaeromias is een geslacht van stekende muggen uit de familie van de knutten (Ceratopogonidae).

## Soorten
- S. bifidus Wirth and Grogan, 1979
- S. fasciatus (Meigen, 1804)
- S. longipennis (Loew, 1861)
- S. pictus (Meigen, 1818)